# Nová Ves, Sokolov
Nová Ves là một làng thuộc huyện Sokolov, vùng Karlovarský, Cộng hòa Séc.